# Кудрявцев, Николай Николаевич
Никола́й Никола́евич Кудря́вцев (род. 8 мая 1950 года, Москва, РСФСР, СССР) — советский и российский физик, президент Московского физико-технического института (с 2021), ректор МФТИ (1997—2021), член-корреспондент РАН (2003), доктор физико-математических наук, профессор. Разрабатывает «Систему Физтеха XXI века».

## Образование
С 1967 по 1973 год обучался в МФТИ на факультете молекулярной и химической физики. Окончил МФТИ по специальности физика и механика химических процессов.
В 1977 году защитил диссертацию на соискание степени кандидата физико-математических наук на тему «Метод и результаты измерения колебательных температур СО2 в ГДЛ».
В 1987 году защитил диссертацию на соискание степени доктора физико-математических наук по проблемам теплозащиты космического корабля многоразового использования «Буран». В 1990 году присвоено ученое звание профессора.

## Карьера
С 1977 года работал ассистентом по кафедре молекулярной физики ФМХФ.
С 1978 по 1987 год являлся заместителем декана факультета молекулярной и химической физики МФТИ, затем с 1987 по 1997 год занимал пост декана ФМХФ МФТИ.
C 1988 года заведует кафедрой молекулярной физики.
5 ноября 1991 года стал одним из учредителей АО «Лаборатории импульсной техники» (ЛИТ) при МФТИ. Руководил разработкой систем ультрафиолетовой дезинфекции.
С 1993 по 1997 год — председатель Совета директоров «Федерального банка инноваций и развития».
В 1994 году избран на должность Генерального директора АО «Фонон» Министерства оборонной промышленности — один из основных разработчиков пьезотехнических изделий в стране. Участвовал в организации структурной перестройки этого предприятия.
В 1997 году избран ректором Московского физико-технического института (государственного университета). Переизбран в 2002, 2007 и 2012.
22 мая 2003 года избран членом-корреспондентом РАН в Отделение энергетики, машиностроения, механики и процессов управления (секция энергетики).
В 2007 году был избран в Совет директоров крупнейшей нефтесервисной компании Schlumberger.
В 2022—2023 году входил в наблюдательный совет Сбербанка.

## Общественно-политическая деятельность
В сентябре 2016 года стал доверенным лицом партии «Единая Россия» на выборах в Государственную думу VII созыва.
6 марта 2022 года после вторжения России на Украину подписал письмо в поддержу российской агрессии.

## Семья
Женат, имеет дочь, внучку.

## Направления исследований
| Значение | Источник         | Период       |
| 5        | ELIBRARY.ru      | за всё время |
| 3        | ELIBRARY.ru      | с 2007 года  |
| 1        | Web of Knowledge | с 2007 года  |
| 1        | Scopus           | с 1995 года  |
| -------- | ---------------- | ------------ |

Автор 116 научных трудов, 11 монографий (в том числе в соавторстве), 10 патентов.
- химико-газодинамические лазеры[24]
- теплофизические процессы при сверхзвуковом обтекании и в ударных волнах[25][26]
- излучение неравновесной плазмы[27]
- физика высокоскоростных волн ионизации и их воздействий на вещество[28][29]
- разработка высокоэффективных промышленных источников ультрафиолетового излучения[30]
- системы обеззараживания природных и сточных вод ультрафиолетовым излучением[31]
- системы обеззараживания воздуха в московском метро[32]

## Преподавательская работа
Читает курсы «Основы молекулярной спектроскопии» и «Основы квантовой электроники» на ФМХФ МФТИ. Подготовил 12 кандидатов наук через аспирантуру.

## Работа над системой образования
- Провёл анализ лучших мировых образцов систем инженерного образования[35].
- 2006—2007 году разработчик и руководитель Инновационной образовательной программы (ИОП) МФТИ «Наукоёмкие технологии и экономика инноваций»[36][37].

## Санкции
26 сентября 2022 года, на фоне вторжения России на Украину, Кудрявцев включён в санкционный список Великобритании против как действующих, так и бывших членов наблюдательных советов ряда российских банков. Ранее, 9 июня 2022 года, Кудрявцев внесён в санкционный список Украины как «президент учреждения, которое находится под санкциями Великобритании, США, Канады, Швейцарии». Также был внесён ФБК в список коррупционеров и разжигателей войны за поддержку нападения на Украину, 16 марта 2022 года форумом свободной России внесён в санкционный «Список Путина» с предложением введения против него международных санкций.

## Премии, почётные звания
- Лауреат премии Правительства Российской Федерации 2000 года в области науки и техники — за разработку технологии обеззараживания природных и сточных вод больших городов и крупных объектов промышленности на основе применения ультрафиолетового излучения[42].
- Премия Президента Российской Федерации в области образования (совм. с  А. С. Коротеевым, В. Н. Бранцем, С. М. Козелом, Б. К. Ткаченко, Л. М. Зелёным, А. А. Галеевым, Н. Н. Севастьяновым и др.) "за работу … «Новое направление в системе подготовки специалистов высшей квалификации в области космической науки и техники на основе интеграции фундаментального и прикладного образования с использованием современных информационных технологий» (2003)[43].
- Вручён почётный знак «За заслуги перед Московской областью»[44]
- Почётный гражданин города Долгопрудного (решение Совета депутатов Долгопрудного № 89-р от 18.11.2015)[45].